# Heinrich Bürkel
Heinrich Bürkel (1802–1869) est un peintre bavarois de genre et de paysages.

## Biographie
Bürkel étudie à Munich, et visite l'Italie en 1829, et séjourne à Rome à plusieurs reprises. Il passe l'essentiel de sa carrière en Allemagne, où il est reconnu en tant que peintre de paysages. Il expose Un paysage avec figures, un voyageur faisant ferrer un de ses chevaux au Salon de Bruxelles de 1830 Il meurt à Munich en 1869.

## Galerie

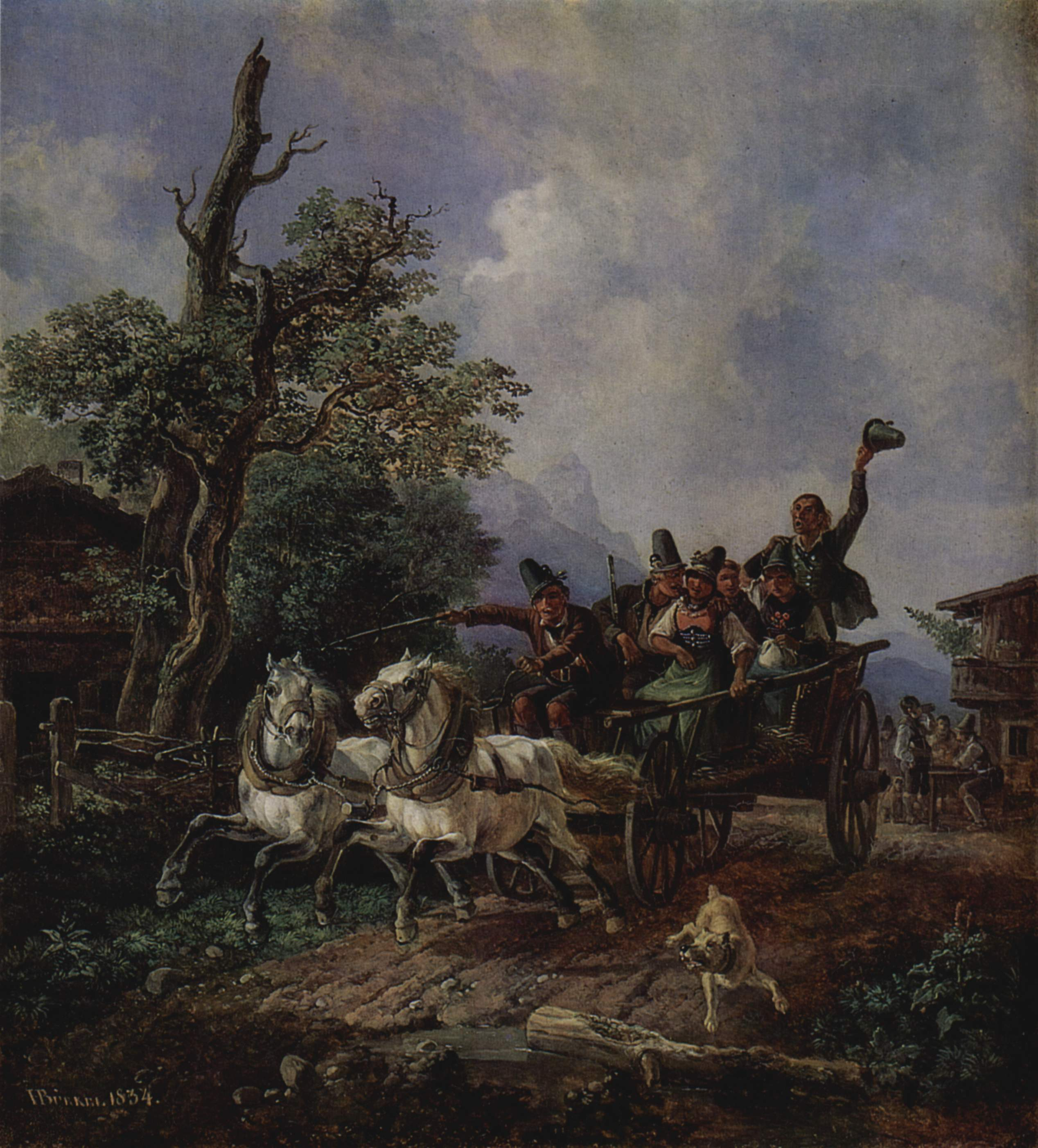
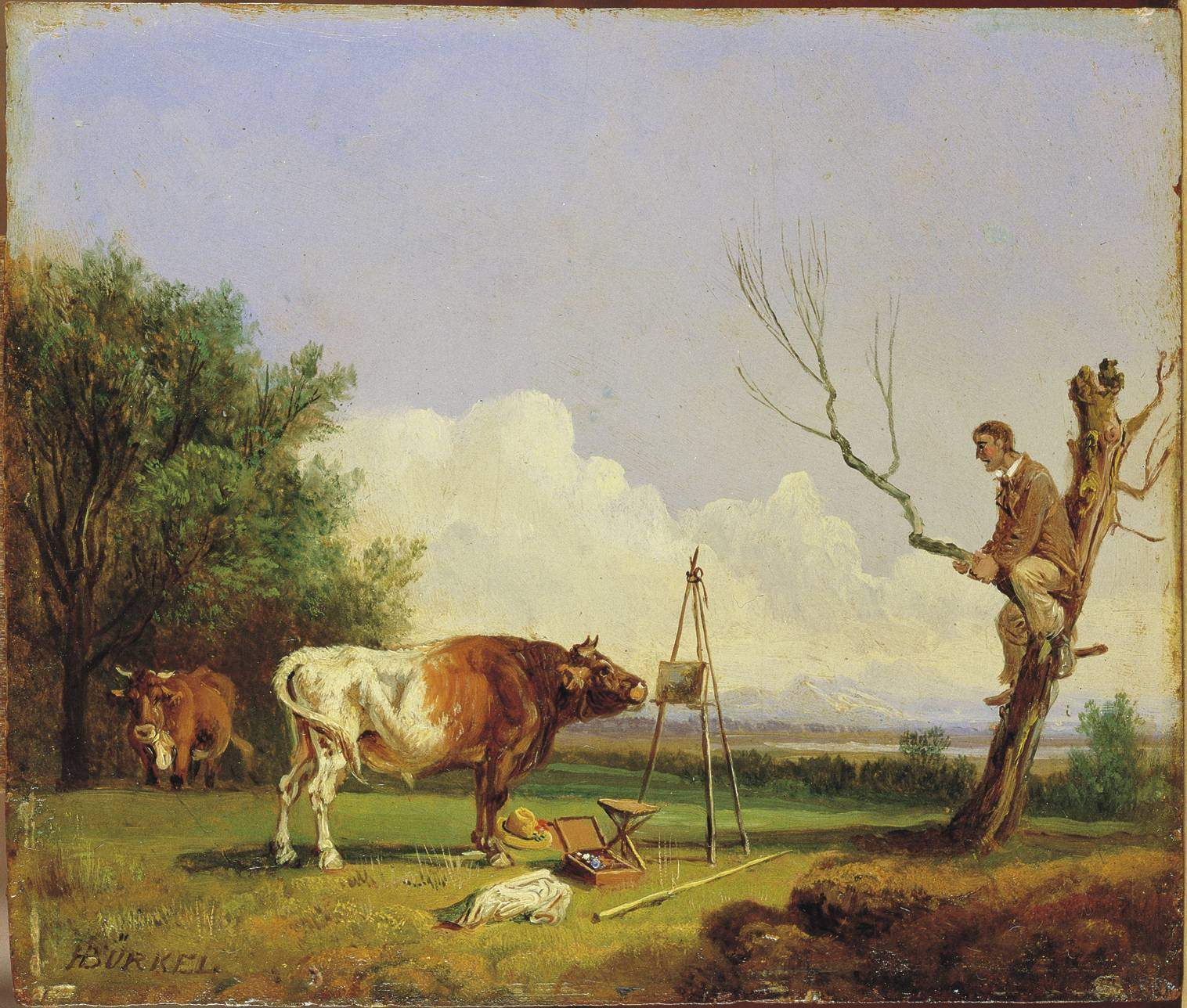
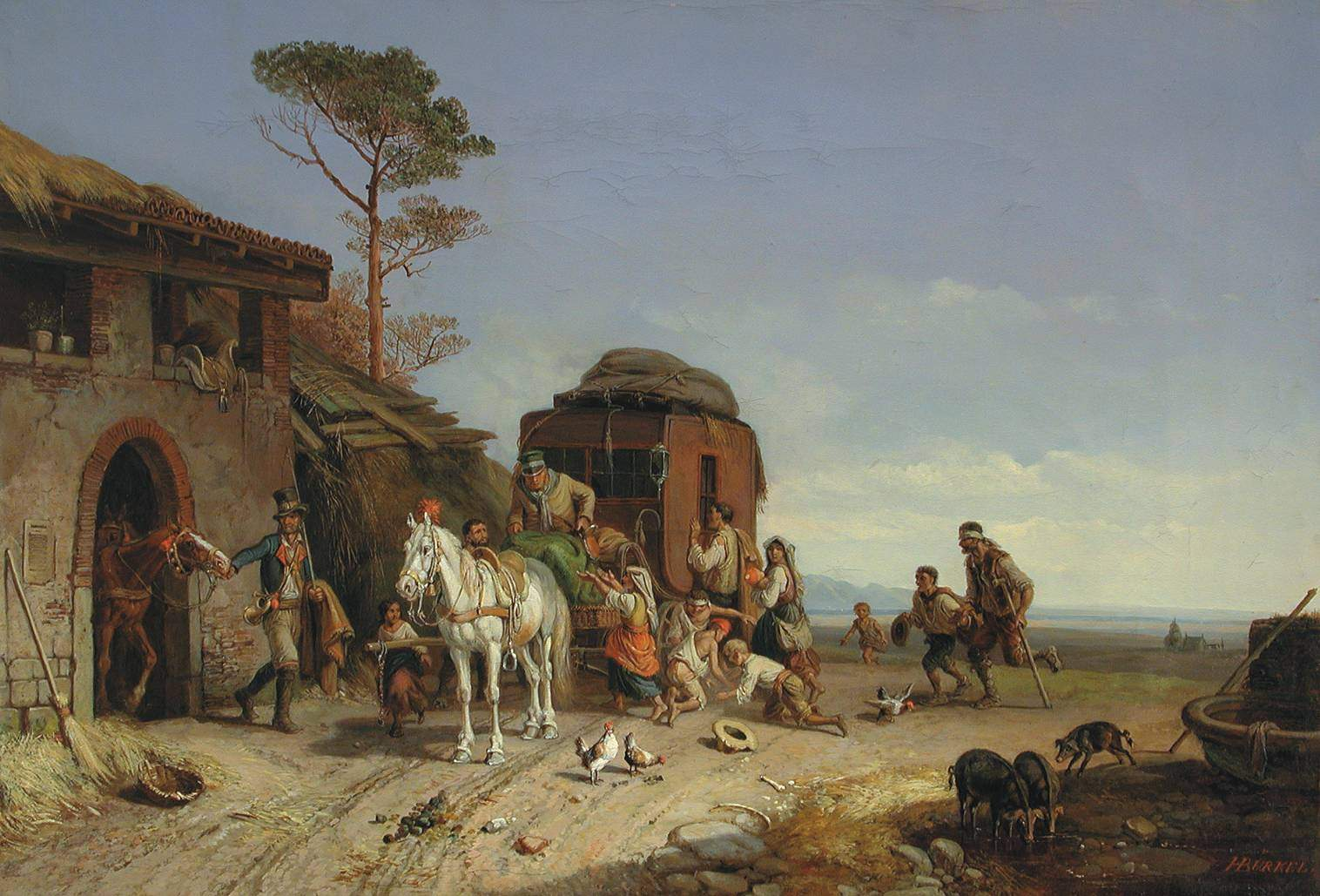
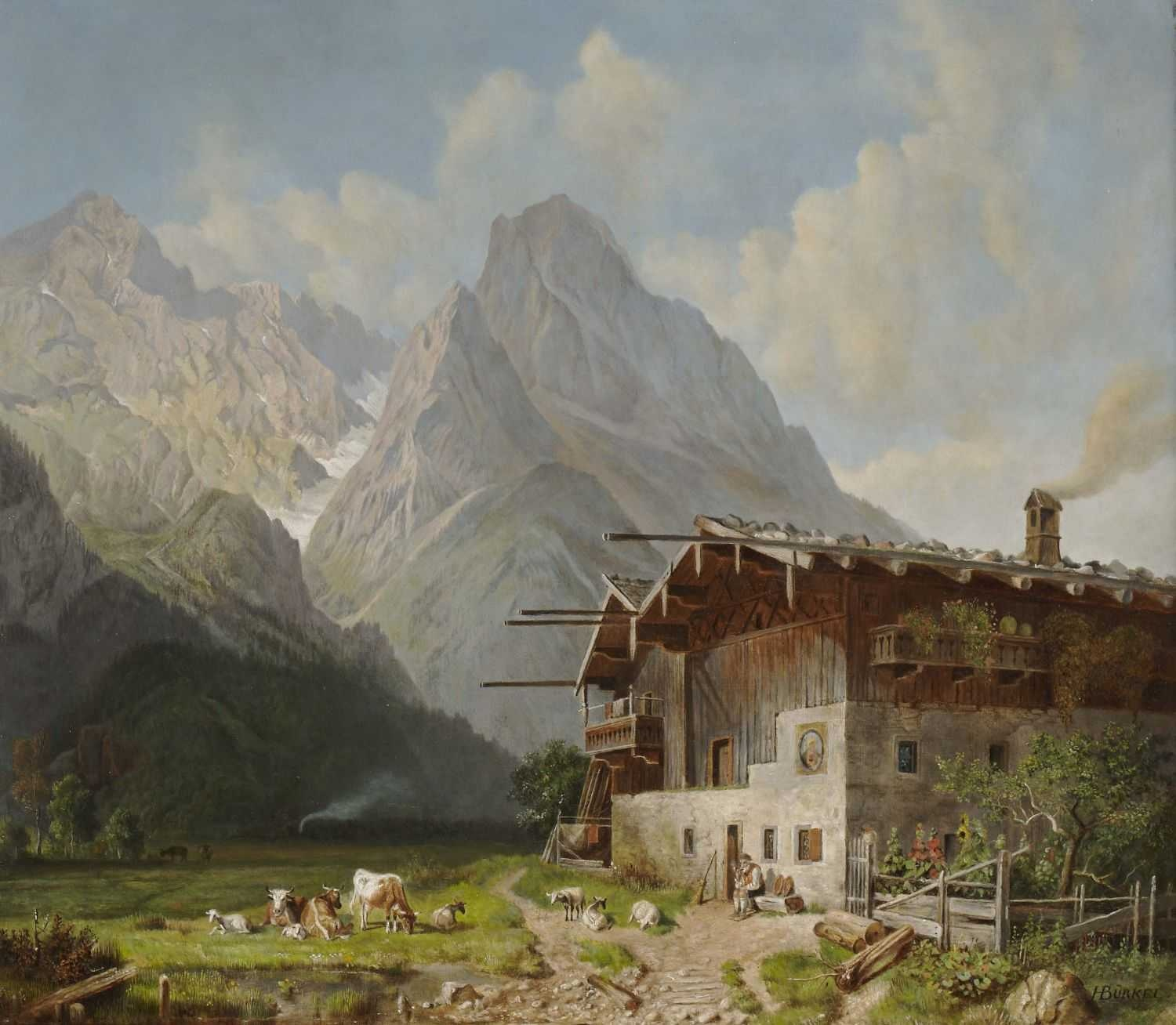